# Ceratophygadeuon brevacus
Ceratophygadeuon brevacus är en stekelart som först beskrevs av Henry Keith Townes, Jr. 1944.  Ceratophygadeuon brevacus ingår i släktet Ceratophygadeuon och familjen brokparasitsteklar. Inga underarter finns listade i Catalogue of Life.